# 2025年のイタリアグランプリ (ロードレース)
2025年のイタリアグランプリ(2025 Italian motorcycle Grand Prix、正式名称: Gran Premio d'Italia Brembo)は、ロードレース世界選手権の2025年シーズン第9戦として、6月22日にイタリア・フィレンツェのムジェロ・サーキットで開催された。